# El jove Billy Young
El jove Billy Young (títol original en anglès: Young Billy Young) és una pel·lícula dels Estats Units dirigida per Burt Kennedy, estrenada el 1969.Ha estat doblada al català.

## Argument
Ple d'odi des de l'assassinat del seu fill a Dodge City, Ben Kane va a Lordsburry, Arizona. La ciutat és lliurada a Frank Boone, un notable pervers que ultrapassa l'autoritat del xèrif local. Boone seria igualment l'homicida del fill de Kane. De camí, Kane fa amistat amb Billy Young, un jove brètol. Troba aviat el còmplice d'aquest últim que resulta ser Jesse Boone, germà de Frank, que acaba de matar el xèrif.

## Repartiment
- Robert Mitchum: Ben Kane
- Angie Dickinson: Lily Beloit
- Jack Kelly: John Behan
- David Carradine: Jesse Boone
- Robert Walker Jr.: Billy Young
- Parley Baer: Bell
- Willis Bouchey: Doc Cushman
- Paul Fix: Charlie, el cotxer de la diligència